# Pseuderastria larentica
Pseuderastria larentica är en fjärilsart som beskrevs av George Francis Hampson 1894. Pseuderastria larentica ingår i släktet Pseuderastria och familjen nattflyn. Inga underarter finns listade i Catalogue of Life.